# Tony Black
Tony Black is een producer, muzikant en artiest die zijn bijdrage heeft geleverd aan platen waar meer dan 50.000.000 kopieën van zijn verkocht. Hij ontving een Grammy Award voor zijn bijdrage aan het Album The Diary of Alicia Keys in 2005.
Black werkte van 1993 tot 1998 als studiotechnicus bij The Hit Factory in New York, waar hij met artiesten zoals Michael Jackson, Luther Vandross, Lil' Kim, Notorious B.I.G., Jay-Z, Nas en Wu Tang Clan. Hierna werkte hij nog met veel andere artiesten en producers.
Black heeft recentelijk een nieuwe productiebedrijf opgericht genaamd The Melody Club.